# 吉爾吉斯航空
吉爾吉斯航空（俄語：ОАО «Авиакомпания «КЫРГЫЗСТАН»），是一間位於中亞國家吉爾吉斯的航空公司，於2005年取代倒閉的國營吉爾吉斯航空成為國家航空公司，並於2018年停飛。其營運比什凱克與奧什對其他獨立國協城市的區域國際航線，除此之外也有營運中國航線以及些許的南韓的包機航線。